# Acalypha raivavensis
Acalypha raivavensis é uma espécie de flor do gênero Acalypha, pertencente à família Euphorbiaceae.